# Chuột chù núi
Chuột chù núi (danh pháp hai phần: Tupaia montana) là một loài động vật thuộc họ Tupaiidae, bộ Scandentia. Loài này được Thomas mô tả năm 1892.. Đây là loài đặc hữu Borneo.
Chuột chù núi sinh sống ở rừng trên núi cao. Nó có thân dài 11–15 cm, đuôi dài đến 10–15 cm. Chuột chù núi có mối quan hệ chặt chẽ với một sồ loài cây nắp ấm lớn như Nepenthes lowii, Nepenthes macrophylla, và Nepenthes rajah; chuột chù núi ị vào bẫy bắt mồi của cây nắp ấm khi nó leo lên nắp ấm để ăn mật ngọt tiết ra từ nắp ấm. Người ta cho rằng điều này là trao đổi lấy mật ngọt, phân của chuột cung cấp cho cây nắp ấm phần lớn lượng ni tơ mà cây cần.